# Gibeon
Pour les articles homonymes, voir Gibeon (homonymie).
Gibeon (ou Gabaa ou Gabaon) était une ville de l'ancien Israël de la tribu de Benjamin, à 8 km au nord de Jérusalem. Elle est célèbre pour la légende du soleil arrêté par l'ordre de Josué.

## Archéologie
Le site serait le village de El-jib dans les territoires palestiniens occupés.

## Dans la Bible
Au temps de la conquête, la ville de Gibéon est peuplée d'Amorrites qui décident de s'allier avec Josué et les Israélites. 
Saül fait injustement la guerre aux Gibéonites, plus tard le prophète Samuel rétablira la paix avec eux.
Lors d'une vindicte, David livra sept  descendants de Saül aux Gabaonites.
David défit les Philistins à Gibéon.